# TXNDC12
TXNDC12 (англ. Thioredoxin domain containing 12) – білок, який кодується однойменним геном, розташованим у людей на короткому плечі 1-ї хромосоми.  Довжина поліпептидного ланцюга білка становить 172 амінокислот, а молекулярна маса — 19 206.
| 10         |  | 20         |  | 30         |  | 40         |  | 50         |
| ---------- |  | ---------- |  | ---------- |  | ---------- |  | ---------- |
| METRPRLGAT |  | CLLGFSFLLL |  | VISSDGHNGL |  | GKGFGDHIHW |  | RTLEDGKKEA |
| AASGLPLMVI |  | IHKSWCGACK |  | ALKPKFAEST |  | EISELSHNFV |  | MVNLEDEEEP |
| KDEDFSPDGG |  | YIPRILFLDP |  | SGKVHPEIIN |  | ENGNPSYKYF |  | YVSAEQVVQG |
| MKEAQERLTG |  | DAFRKKHLED |  | EL         |  |            |  |            |

A: Аланін

C: Цистеїн

D: Аспарагінова кислота

E: Глутамінова кислота

F: Фенілаланін

G: Гліцин

H: Гістидин

I: Ізолейцин

K: Лізин

L: Лейцин

M: Метіонін

N: Аспарагін

P: Пролін

Q: Глутамін

R: Аргінін

S: Серин

T: Треонін

V: Валін

W: Триптофан

Кодований геном білок за функцією належить до оксидоредуктаз. 
Локалізований у ендоплазматичному ретикулумі.